# Papanggo
Papanggo is een kelurahan in het onderdistrict Tanjung Priok in het noorden van Jakarta, Indonesië. De wijk telt 47.220 inwoners (volkstelling 2010).